# فالدي غارسيا
فالديمار «فالدي» غارسيا (بالإنجليزية: Valdemar "Valde" Garcia)‏ (مواليد 1958 في سانت جونز، ميشيغان، الولايات المتحدة) عضو في مجلس شيوخ ولاية ميشيغان حيث يمثل المنطقة التي تشمل هويل والمناطق المحيطة بها. حصل على درجة البكالوريوس من جامعة سيدارفيل في عام 1981.
ثم خدم غارسيا للسنوات العشر التالية في جيش الولايات المتحدة بما في ذلك الوقت في عملية عاصفة الصحراء ورقي إلى رتبة نقيب. من عام 1991 حتى عام 1995 خدم غارسيا مختلف أعضاء مجلس شيوخ ولاية ميشيغان بما في ذلك منصب رئيس أركان دوغ كارل.
من 1995 إلى 1997 كان غارسيا مدرسا في مدرسة لاينغسبورغ المسيحية في لاينغسبورغ بميشيغان. في عام 1998 انتخب غارسيا عضوا في مجلس ولاية ميشيغان حيث خدم حتى عام 2001 ثم أصبح عضوا في مجلس شيوخ ولاية ميشيغان. غارسيا ينتمي للحزب الجمهوري.
غارسيا معمدان. أنجب من زوجته كارلا طفلين.